# Arbeitsbataillon (Osmanisches Reich)

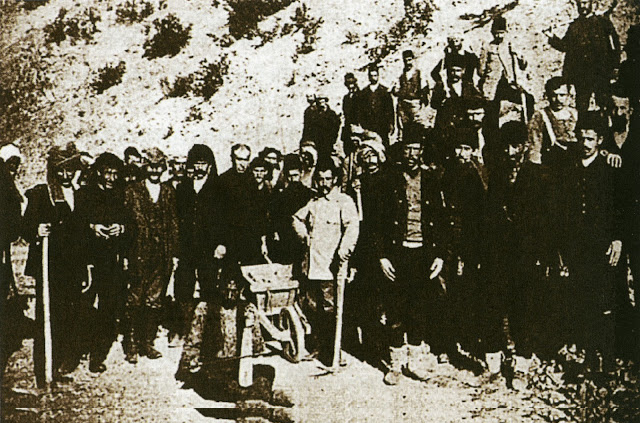
Griechische Arbeiter werden aus den westlichen und nördlichen Küsten Anatoliens ins Landesinnere deportiert. Ca. 250.000 Griechen verloren ihr Leben aufgrund der entbehrungsreichen Lebens- und Arbeitsbedingungen dort.

Die Arbeitsbataillone (türkisch Amele Taburları) waren eine Form der Zwangsarbeit in den späten Jahren des Osmanischen Reiches. Diese ging oft einher mit der Entwaffnung und Ermordung der osmanisch-armenischen Soldaten während des Völkermords an den Armeniern im Ersten Weltkrieg.

## Armenier in Arbeitsbataillonen
Die Armenier dienten bis zum Jahre 1908 nicht im Militär des Osmanischen Reiches. Kurz nach der Jungtürkischen Revolution, die versprach, dass die ungerechte Behandlung der Christen im Reich enden sollte, wurden die Armenier – nun offiziell als gleichberechtigte Bürger behandelt – in den Wehrdienst eingezogen, wie alle anderen Mitglieder der Gesellschaft. Der osmanische Kriegsminister Enver Pascha behauptete, dass armenische Soldaten in der osmanischen Armee den armenischen Fedajin beitraten, oder sich über die armenischen Freiwilligenverbände der Kaiserlich-Russischen Armee anschlossen.
Die erste Gegenmaßnahme der Regierung bestand darin, dass am 25. Februar 1915 Enver Pascha einen Befehl an alle militärischen Einheiten ausgab, die in den osmanischen Einheiten aktiven Armenier zu entwaffnen. Diese wurden zum Teil anschließend getötet, zum Teil in sogenannten „Arbeitsbataillonen“ zusammengefasst. Enver ordnete zudem an, dass nun sämtliche Armenier in den osmanischen Einheiten, einige bereits 60 Jahre alt, demobilisiert und diesen Arbeitsbataillonen angeschlossen werden sollten. Wenig später folgte die Hinrichtung mehrerer dieser Bataillone. Bei diesen und auch den folgenden Aktionen waren hauptsächlich die aus Kurden, freigelassenen Strafgefangenen und Flüchtlingen aus dem Balkan- und Kaukasusgebiet bestehenden Angehörigen der von Bahattin Şakir geleiteten Spezialeinheit Teşkilât-ı Mahsusa beteiligt, der vermutlich noch weitere Freiwilligenverbände (Çete) aller Art zugerechnet werden müssen.

## Beschreibungen
Der griechische Autor Elias Venezis beschrieb später die Situation in seinem Roman Nummer 31328 (Το Νούμερο 31328).
Leyla Neyzi veröffentlichte eine Studie über das Tagebuch von Yaşar Paker, einem Mitglied der jüdischen Gemeinde in Ankara, der zweimal in die Arbeitsbataillone eingezogen wurde: Einmal während des Griechisch-Türkischen Krieges (1919–1922) und einmal während des Zweiten Weltkrieges. Neyzis Schriften auf der Basis von Pakers Tagebuch wurden von den Jewish Social Studies veröffentlicht und zeigen ein Gesamtbild der Bedingungen in diesen Arbeitslagern, die ausschließlich aus Nichtmoslems bestanden.